# Großer Stein von Tonnenheide
Koordinaten: 52° 25′ 21,4″ N, 8° 42′ 8,8″ O

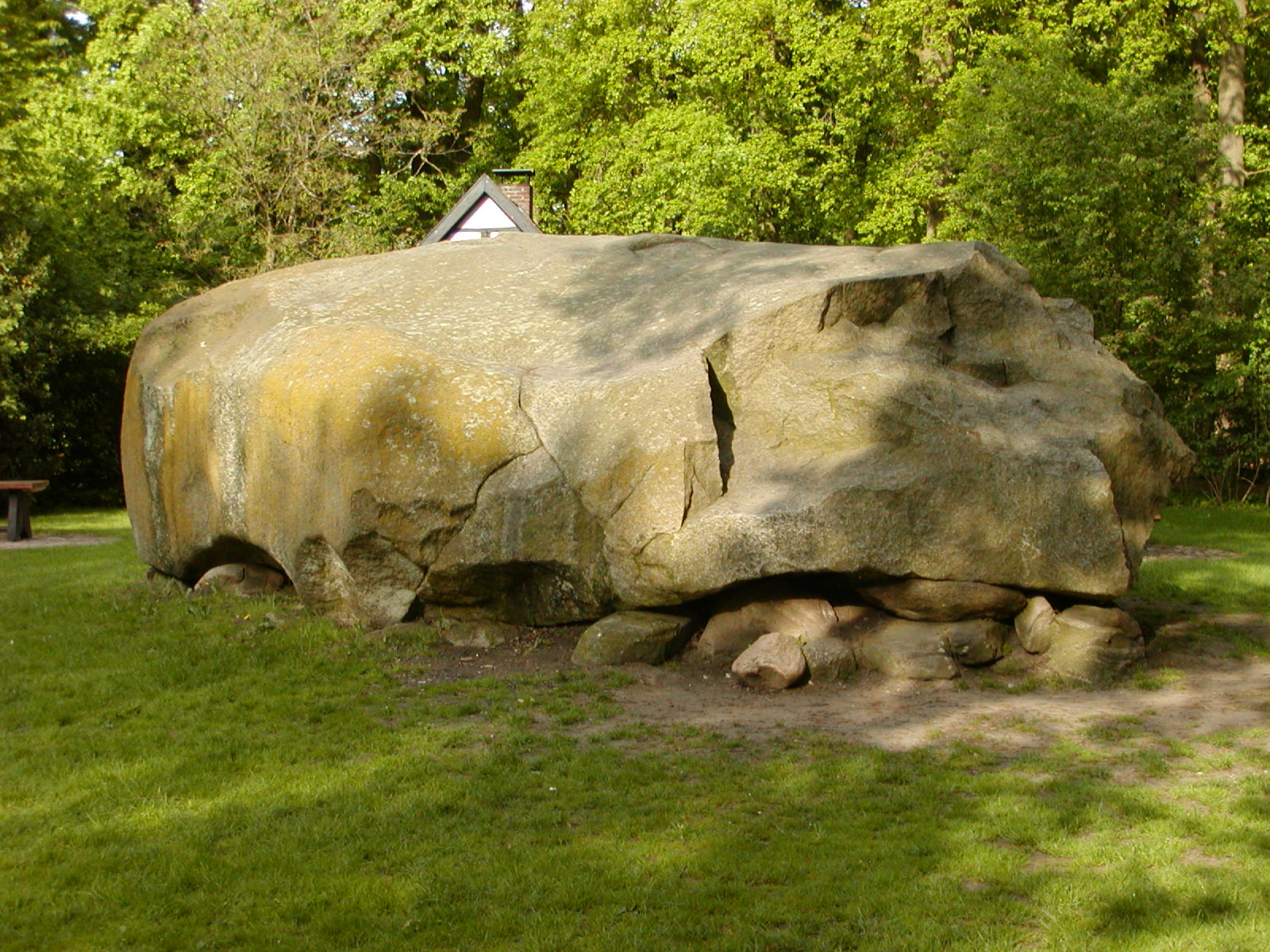
Der Große Stein

Der Große Stein von Tonnenheide ist einer der größten bekannten Findlinge Norddeutschlands. Er befindet sich in der Ortschaft Tonnenheide der ostwestfälischen Stadt Rahden im Nordosten von Nordrhein-Westfalen.

## Geschichte

### Entstehungsgeschichte
Der Findling stammt auf Grund der geologischen Bestimmungen vermutlich aus der schwedischen Provinz Blekinge län. Blekinge län liegt rund 615 Kilometer nordöstlich von Tonnenheide. Das Gestein besteht aus Biotitgranit. Es entstand vor etwa einer Milliarde Jahren. Mit den aus Skandinavien vordringenden Gletschern der vorletzten Eiszeit, der Saaleeiszeit, wurde der Große Stein bis nach Westfalen an seinen heutigen Standort transportiert. Er läge dementsprechend seit etwa 200.000 Jahren, als die Gletscher abschmolzen, dort.

### Entdeckung und Bergung
Um 1900 untersuchten bereits Geologen den Stein, dessen Größe damals aber noch unterschätzt wurde, weil er weitgehend in der Erde verborgen war. Erst 1915 wurde der Stein erstmals freigelegt und korrekt vermessen. 1915 galt er noch als der größte Findling westlich der Oder. Im damaligen Norddeutschland galt nur der Große Stein in Klein-Tychow als größer. Versuche, den Stein nach der ersten Freilegung zu bergen, scheiterten. Er wurde daraufhin zunächst wieder mit Erdreich bedeckt. 1972 wurde ein erneuter Anlauf zur Bergung unternommen. Sowohl eine britische Pioniereinheit als auch das Bundesbahn-Zentralamt in Minden verfügten aber nicht über die technischen Möglichkeiten, um den Stein zu heben. Der Stein konnte erst 1981 gehoben und an seinen heutigen Standort transportiert werden. Mittels zweier Kräne (u. a. ein Demag CC 600) eines Bremerhavener Unternehmens, wurde er gehoben und an seinen heutigen Standort transportiert. Die Transportstrecke betrug rund 70 Meter. Zur Bergung musste zuvor ein rund 300 Jahre alter Fachwerkspeicher rund 80 Meter versetzt werden, der dicht am Stein stand.

## Dimensionen und Einordnung der Größe
Der Große Stein ist zehn Meter lang, sieben Meter breit und drei Meter hoch. Sein Gewicht beträgt rund 350 Tonnen. Dies macht ihn zu einem der größten bekannten Findlinge im Norden Deutschlands. Häufig wird behauptet, er sei der größte Findling Norddeutschlands oder der größte Findling westlich der Oder. Einige Findlinge sind aber deutlich größer und schwerer, dazu zählen der Buskam (vermutlich etwa 1600 Tonnen) und der „Große Stein“ in Altentreptow (etwa 360 Tonnen). Einst war auch der Markgrafenstein deutlich schwerer als der Große Stein von Tonnenheide. Man kann also nicht davon ausgehen, dass der Große Stein von Tonnenheide ein Findling einzigartiger Dimension ist. Ohnehin geht man davon aus, dass viele der heute bekannten Findlinge – viele sind wohl auch unbekannt – nurmehr noch eine Auslese der Findlinge darstellen, die durch Verwitterung, wirtschaftliche Nutzung oder bloße Zerstörung dezimiert wurden. Vom Tonnenheider Stein weiß man anhand der Bearbeitungsspuren, dass von ihm ein unbekannt großes Stück – man schätzt mindestens 20 Kubikmeter – abgesprengt wurde. Auch aus der Tonnenheider Sandgrube ist der Fund eines ähnlich großen Findlings (10 × 10 × 1,40 Meter) bekannt, der 1920 für Bauzwecke gesprengt wurde.
Da der Buskam seeliegend ist, und das Gewicht des Altentreptower Steines nur eine Schätzung ist, weil der Stein nie gehoben wurde und sich teils unter der Erde befindet, kann der Große Stein von Tonnenheide als der größte, nicht seeliegende, sogar freiliegende Findling Norddeutschlands gelten, dessen Gewicht hinreichend genau bekannt ist. Weiter südlich von Tonnenheide sind keine aus Skandinavien stammenden und erhaltenen Findlinge ähnlicher Dimension mehr bekannt. Der nächste Stein dieser Dimension befindet sich mit dem Giebichenstein (etwa 330 Tonnen) bei Nienburg/Weser unweit nordöstlich von Tonnenheide.